# Рівень фізичної активності

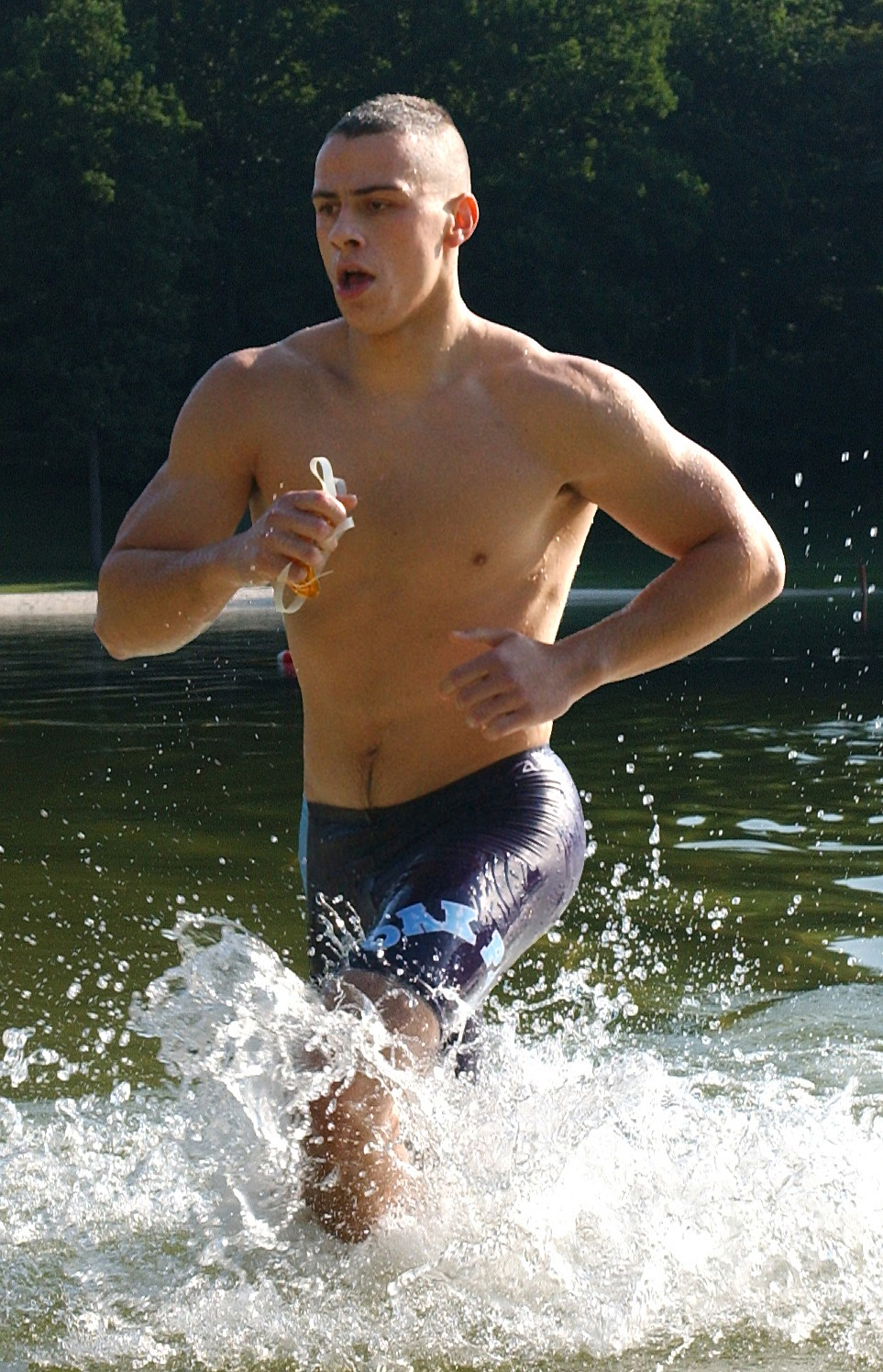
Морський триатлоніст Сполучених Штатів у 2005 році.

Рівень фізичної активності (PAL) — це спосіб виразити щоденну фізичну активність людини як число і використовується для оцінки загальних витрат енергії людини. У поєднанні з базовою швидкістю обміну речовин вона може використовуватися для обчислення кількості харчової енергії, яку людина повинна споживати, щоб підтримувати певний спосіб життя.

## Визначення
Рівень фізичної активності визначається для невагітної дорослої людини, що не годує груддю, як загальний витрата енергії цієї людини (TEE) за 24 години, поділений на його або її основний рівень метаболізму (BMR): 
{\displaystyle {\text{PAL}}={\frac {TEE_{24h}}{\text{BMR}}}}
Рівень фізичної активності також можна оцінити на основі переліку (фізичних) занять, які людина виконує щодня. Кожна діяльність пов’язана з числом, коефіцієнтом фізичної активності. Тоді рівень фізичної активності є середньозваженим за часом коефіцієнтом фізичної активності.

## Приклади
У наступній таблиці наведені орієнтовні цифри рівня фізичної активності для декількох способів життя: 
| Спосіб життя         | Приклад                                                                                       | PAL       |
| -------------------- | --------------------------------------------------------------------------------------------- | --------- |
| Вкрай неактивний     | Хворий на ДЦП                                                                                 | <1,40     |
| Малорухливий         | Офісний працівник отримує мало або взагалі не здійснює                                        | 1,40-1,69 |
| Помірно активний     | Працівник будівництва або людина, яка працює одну годину щодня                                | 1,70-1,99 |
| Енергійно активний   | Працівник сільського господарства (немеханізований) або людина, яка плаває дві години на день | 2.00-2.40 |
| Надзвичайно активний | Змагальний велосипедист                                                                       | > 2,40    |